# Takaoka
Takaoka (高岡市 -shi) é uma cidade japonesa localizada na província de Toyama.
Em 2003 a cidade tinha uma população estimada em 170 164 habitantes e uma densidade populacional de 1 130,28 h/km². Tem uma área total de 150,55 km².
Recebeu o estatuto de cidade a 1 de Abril de 1889.

## Cidades-irmãs
- Mirandópolis, Brasil
- Fort Wayne, EUA
- Jinzhou, China